# Shorttrack op de Olympische Winterspelen 2022 - Relay gemengd
De 2000 meter gemengde relay tijdens de Olympische Winterspelen 2022 vond plaats op 5 februari 2022 in het Capital Indoor Stadium in Peking. Dit onderdeel stond voor de eerste maal op het programma.

## Tijdschema
| Datum               | Lokale tijd | MET   | Ronde         |
| ------------------- | ----------- | ----- | ------------- |
| zaterdag 5 februari | 20:23       | 13:45 | Kwartfinales  |
| zaterdag 5 februari | 20:53       | 13:53 | Halve finales |
| zaterdag 5 februari | 21:18       | 14:18 | Finales       |

## Uitslag
Legenda:
- ADV = Advance (toevoeging)
- DNF = Did Not Finish
- DNS = Did Not Start
- OR = Olympisch record
- PEN = Penalty
- Q = Directe kwalificatie voor de volgende ronde
- QB = Kwalificatie voor de B-finale (alleen in de halve finales)
- q = Kwalificatie beste twee derde plaatsen (alleen in de kwartfinales)

### Kwartfinales
Kwartfinale 1
| # | Naam                                                                | Land       | Tijd     | Opm. |
| - | ------------------------------------------------------------------- | ---------- | -------- | ---- |
| 1 | Qu Chunyu Fan Kexin Wu Dajing Ren Ziwei                             | China      | 2:37,535 | Q    |
| 2 | Arianna Fontana Arianna Valcepina Yuri Confortola Andrea Cassinelli | Italië     | 2:38,308 | Q    |
| 3 | Choi Min-jeong Lee Yu-bin Hwang Dae-heon Park Jang-hyuk             | Zuid-Korea | 2:48,308 |      |
| 4 | Nikola Mazur Kamila Stormowska Michał Niewiński Lukasz Kuczynski    | Polen      | 2:50,513 |      |

Kwartfinale 2
| # | Naam                                                                   | Land       | Tijd     | Opm. |
| - | ---------------------------------------------------------------------- | ---------- | -------- | ---- |
| 1 | Suzanne Schulting Xandra Velzeboer Itzhak de Laat Jens van 't Wout     | Nederland  | 2:36,437 | Q,   |
| 2 | Courtney Sarault Florence Brunelle Steven Dubois Pascal Dion           | Canada     | 2:36,747 | Q    |
| 3 | Jana Chan Olga Tichonova Denis Nikisja Abzal Azjgalijev                | Kazachstan | 2:43,004 | q    |
| 4 | Tifany Huot-Marchand Gwendoline Daudet Sébastien Lepape Quentin Fercoq | Frankrijk  | 2:51,221 |      |

Kwartfinale 3
| # | Naam                                                                            | Land             | Tijd     | Opm. |
| - | ------------------------------------------------------------------------------- | ---------------- | -------- | ---- |
| 1 | Petra Jászapáti Zsófia Kónya Shaolin Sándor Liu John-Henry Krueger              | Hongarije        | 2:38,396 | Q    |
| 2 | Sofia Prosvirnova Jekaterina Jefremenkova Semjon Jelistratov Konstantin Ivlijev | Russische ploeg  | 2:38,445 | Q    |
| 3 | Kristen Santos Maame Biney Andrew Heo Ryan Pivirotto                            | Verenigde Staten | 2:39,043 | q    |
| 4 | Yuki Kikuchi Sumire Kikuchi Kazuki Yoshinaga Kota Kikuchi                       | Japan            | 2:39,112 |      |

### Halve finales
Halve finale 1
| # | Naam                                                              | Land       | Tijd     | Opm. |
| - | ----------------------------------------------------------------- | ---------- | -------- | ---- |
| 1 | Courtney Sarault Kim Boutin Jordan Pierre-Gilles Pascal Dion      | Canada     | 2:36,808 | Q    |
| 2 | Arianna Fontana Martina Valcepina Pietro Sighel Andrea Cassinelli | Italië     | 2:36,895 | Q    |
| 3 | Jana Chan Olga Tichonova Denis Nikisja Abzal Azjgalijev           | Kazachstan | 2:42,575 | QB   |
| 4 | Suzanne Schulting Selma Poutsma Sjinkie Knegt Jens van 't Wout    | Nederland  | 2:51,919 | QB   |

Halve finale 2
| # | Naam                                                                    | Land             | Tijd     | Opm. |
| - | ----------------------------------------------------------------------- | ---------------- | -------- | ---- |
| 1 | Petra Jászapáti Zsófia Kónya Shaoang Liu Shaolin Sándor Liu             | Hongarije        | 2:38,052 | Q    |
| 2 | Qu Chunyu Zhang Yuting Wu Dajing Ren Ziwei                              | China            | 2:38,783 | Q    |
|   | Sofia Prosvirnova Jelena Seregina Semjon Jelistratov Konstantin Ivlijev | Russische ploeg  |          | PEN  |
|   | Kristen Santos Corinne Stoddard Andrew Heo Ryan Pivirotto               | Verenigde Staten |          | PEN  |

### Finales
B-finale
| # | Naam                                                           | Land       | Tijd     | Opm. |
| - | -------------------------------------------------------------- | ---------- | -------- | ---- |
| 4 | Suzanne Schulting Selma Poutsma Sjinkie Knegt Jens van 't Wout | Nederland  | 2:36,966 |      |
| 5 | Jana Chan Olga Tichonova Adil Galiachmetov Denis Nikisja       | Kazachstan | 2:44,148 |      |

A-finale
| #      | Naam                                                              | Land      | Tijd     | Opm. |
| ------ | ----------------------------------------------------------------- | --------- | -------- | ---- |
| Goud   | Qu Chunyu Fan Kexin Wu Dajing Ren Ziwei                           | China     | 2:37,348 |      |
| Zilver | Arianna Fontana Martina Valcepina Pietro Sighel Andrea Cassinelli | Italië    | 2:37,364 |      |
| Brons  | Petra Jászapáti Zsófia Kónya Shaoang Liu Shaolin Sándor Liu       | Hongarije | 2:40,900 |      |
|        | Florence Brunelle Kim Boutin Steven Dubois Jordan Pierre-Gilles   | Canada    |          | PEN  |